# Modèle de vol
Un modèle de vol est l'ensemble des caractéristiques : paramètres physiques, facteurs et comportements pris en compte dans le cadre de la simulation du vol d'un véhicule aérien ou spatial que celle-ci soit informatisée ou non.
À l'état brut ce sont les différentes formules et équations qui à partir d'un état donné permettent de décrire l'évolution des caractéristiques du vol pour tout changement de valeur des paramètres retenus et reconnus comme ayant une  influence sur celui-ci.
Cette simulation peut être plus ou moins réaliste et prendre des formes plus ou moins sophistiquées, selon qu'il s'agit :
- d'aide à la conception ou à la modification des caractéristiques d'un véhicule volant.
- d'un simulateur de vol destiné à la formation de futurs pilotes
- d'un jeu vidéo
- d'un sous-système intégré à une application informatique (système de préparation de mission, etc.)
- etc.

Le terme modèle de vol est utilisé également pour désigner les aéronefs construits en série, après la phase de prototype.